# Mozilla Application Suite
Mozilla Application Suite — открытый набор программ для работы в сети Интернет. Он включает в себя web-браузер, почтовый клиент, календарь, IRC-клиент ChatZilla, простой HTML-редактор и инструменты для Web-разработчиков (инспектор DOM и отладчик JavaScript). Изначально был основан на некоторой части исходного кода Netscape Navigator, и версии 6 и 7 были основаны на Mozilla Application Suite. На данный момент является независимым проектом. Построен на ядре Gecko, которое является средой исполнения. Пользовательский интерфейс построен на XUL с использованием CSS, а в качестве языка программирования интерфейса применяется JavaScript. Отличительной чертой является поддержка всех стандартов организации Консорциум Всемирной паутины.
Существуют версии для большинства современных операционных систем. Благодаря XUL можно использовать различные библиотеки графического пользовательского интерфейса, что позволяет добиться «родного» внешнего вида в различных окружениях.
Сейчас[когда?] из смежного с SeaMonkey кода создаются и отдельные программы:
- Mozilla Firefox — веб-браузер
- Mozilla Thunderbird — почтовый клиент
- Mozilla Sunbird — календарь. Существует как отдельное приложение и как расширение для почтовой программы Thunderbird.
- Nvu — HTML-редактор
- ChatZilla — IRC-клиент

Последняя официально выпущенная версия Mozilla Application Suite — 1.7.13. Дальнейшая поддержка Suite, как и версии Gecko 1.7.x, прекращена.
В настоящее время проект Mozilla Application Suite вышел из-под крыла Mozilla Foundation (организация занимается сейчас другими проектами на основе Mozilla), и был отдан независимым программистам, которые дали ему новое название — SeaMonkey.
30 января 2006 года вышла финальная версия независимого проекта SeaMonkey 1.0.

## Поддерживаемые технологии
- HTML 4.01
- Настоящая поддержка XHTML (в большинстве браузеров используется обычный HTML-парсер для разбора XHTML), работает только если MIME тип application/xhtml+xml.
- CSS 1, 2 и частично 3 (новые свойства имеют префикс -moz)
- XSLT 1.0 (с некоторыми ограничениями)
- MathML
- JavaScript